# Qwirkle
Qwirkle est un jeu de société pour deux à quatre joueurs, qui se joue avec des jetons carrés (tuiles). Ce jeu de société a été créé par MindWare, celui-ci partage quelques similitudes avec le Rummikub et le Scrabble.

## Matériel de jeu
La boîte de jeu contient 108 tuiles (3 fois 36 tuiles différentes), un sac en tissu pour ranger ces tuiles ainsi que la règle du jeu.
Les couleurs sont le rouge, l'orange, le jaune, le vert, le bleu et le violet.
Les formes sont le cercle, la croix, le losange, le carré, l'étoile et le trèfle.

## Déroulement du jeu

### Début du jeu
Au début du jeu, toutes les pièces se trouvent dans le sac. Chaque joueur pioche alors six tuiles et les place devant lui de façon que celles-ci ne soient pas visibles par les autres joueurs. Les tuiles restantes restent dans le sac.
Chaque joueur examine son tirage et annonce son nombre le plus élevé de tuiles ayant une caractéristique commune, couleur ou forme. Le joueur ayant le plus de tuiles avec la même caractéristique débute (couleur ou forme). Il pioche une nouvelle fois de façon à avoir de nouveau 6 tuiles devant lui. En cas d'égalité entre deux joueurs le plus âgé commence. Le jeu se joue dans le sens des aiguilles d'une montre.

### Déroulement de la partie
Le joueur suivant peut effectuer l'une des trois actions suivantes.
- Ajouter une tuile à une ligne
- Ajouter deux tuiles ou plus à une ligne : Chacun à leur tour, les joueurs ajoutent des tuiles à la ligne créée au premier tour. Tous les coups joués doivent être liés à la ligne existante. Il existe six formes et six couleurs. Les joueurs créent des lignes de formes et de couleurs. Deux ou plusieurs tuiles qui se touchent créent une ligne de formes ou une ligne de couleurs. Les tuiles qui sont ajoutées à cette ligne doivent avoir la même caractéristique que les tuiles qui se trouvent déjà sur la ligne. Il peut arriver qu'il y ait des places sur la ligne où aucune tuile ne peut être ajoutée. Une ligne de formes ne peut avoir qu'une tuile de chacune des six couleurs. Par exemple, sur une ligne de losanges, il ne peut y avoir qu'un seul losange bleu. Une ligne de couleur ne peut avoir qu'une tuile de chacune des six formes. Par exemple, sur une ligne de jaune, il ne peut y avoir qu'un seul cercle jaune.
- Échanger des tuiles : Lorsque c'est son tour, un joueur peut choisir d'échanger tout ou une partie de ses tuiles au lieu de les ajouter à une ligne. Dans ce cas il faut mettre de côté les tuiles à échanger, puis tirer le même nombre de tuiles de réserve. Il faut ensuite remettre les tuiles mis de côté dans la pioche et mélanger. Le joueur passe alors son tour.

### Calcul des points
Quand un joueur forme une ligne, il marque 1 point pour chaque tuile présente dans la ligne. Quand il ajoute une tuile à une ligne existante, il marque 1 point pour chaque tuile de cette ligne, y compris les tuiles qui se trouvaient au préalable sur cette ligne. Une tuile peut rapporter 2 points si elle appartient à deux lignes différentes. Le joueur marque 6 points supplémentaires chaque fois qu'il termine une ligne de six tuiles (couleur ou forme). Le joueur qui termine la partie obtient 6 points supplémentaires.

### Fin de la partie
Quand la pioche ne contient plus de tuiles, les joueurs continuent à jouer mais ne tirent plus de tuiles à la fin de leur tour. Le premier joueur qui utilise toutes ses tuiles et termine la partie obtient 6 points supplémentaires. Si aucun joueur ne peut ajouter de tuiles et que personne ne peut terminer la partie, les 6 points ne sont pas attribués. Le gagnant est celui qui possède le plus grand nombre de points.

### Autre version
Une autre version du Qwirkle existe et se nomme Qwirkle Cubes. Dans celui-ci, les tuiles sont remplacées par des dés. Un dé possède une seule couleur et sur chaque face de ce dé est représentée une des formes propre au Qwirkle.